# Sufentanil
Sufentanil ist ein synthetisches Opioid, das als stärkstes in Deutschland in der Humanmedizin zugelassene Schmerzmittel vor allem in der Anästhesie angewendet wird und mit Fentanyl strukturell verwandt ist.

## Wirkung
Sufentanil vermittelt seine Wirkung über Opioidrezeptoren, die vor allem im zentralen Nervensystem zu finden sind. Als Opioid mit rein agonistischer Wirkung bindet Sufentanil mit hoher Affinität an µ-Opioidrezeptoren, jedoch auch an κ-Rezeptoren und führt so zu den typischen Opioidwirkungen wie Analgesie, Atemdepression, Euphorie und Miosis. Es besitzt die 7–10-fache relative analgetische Potenz von Fentanyl und die 700–1000-fache von Morphin (Referenz-Opioid). Damit ist es von allen klinisch angewendeten Opioiden das potenteste. Nach intravenöser Gabe verteilt sich Sufentanil aufgrund seiner Lipophilie rasch in fetthaltigen Geweben. Die Wirkdauer beträgt ca. 30 Minuten. Der Abbau findet vorwiegend in der Leber statt, ein kleiner Anteil wird unverändert über die Niere ausgeschieden.
Bei gesunden Versuchspersonen führte Sufentanil im Vergleich mit Fentanyl zu einer stärkeren und länger anhaltenden Analgesie bei geringerer und kürzer anhaltender Atemdepression. Die Ursache könnte auf einer höheren Affinität von Sufentanil zum µ1-Subrezeptor und vergleichsweise niedrigerer Affinität zum µ2-Subrezeptor beruhen, da die Analgesie vor allem über µ1-Subrezeptoren, die Atemdepression dagegen vorrangig über µ2-Subrezeptoren induziert wird. Eine unterschiedliche Involvierung beider µ-Opioid-Subrezeptoren in die analgetische und atemdepressorische Wirkung konnte durch Versuche mit dem selektiven µ1-Antagonisten Naloxonazin gezeigt werden, welches die analgetische Wirkung von Morphin, nicht aber die atemdepressorische Wirkung aufheben kann.
Im Vergleich zu Fentanyl zeichnet sich Sufentanil durch eine wesentlich stärkere hypnosedative Wirkung aus. Während die hypnotische Dosis Sufentanil mit 3,5 µg/kg angegeben wird, liegt die vergleichbare Dosis Fentanyl bei 20–50 µg/kg.

## Anwendung
Sufentanil wird hauptsächlich in der Anästhesie und in der Intensivmedizin als Schmerzmittel angewendet. Es kann repetitiv oder kontinuierlich mittels einer Spritzenpumpe zugeführt werden. Auch eine transdermale Applikationsform wurde entwickelt. Aufgrund seiner hohen analgetischen Potenz sollte es nur unter Überwachung verabreicht werden, um eine eventuelle Atemdepression nicht zu übersehen. In der Intensivmedizin wird Sufentanil bevorzugt zur kontinuierlichen Analgosedierung benutzt, da es besser steuerbar ist und eine größere therapeutische Breite als Fentanyl aufweist, gleichzeitig aber auch eine stärkere sedierende Wirkung besitzt und seltener zu Atemdepression führt.

## Wechselwirkungen
Die Wirkung von Sufentanil kann durch bestimmte Calciumantagonisten beeinflusst werden. Die kombinierte Gabe von Nimodipin mit Sufentanil soll dessen analgetische Potenz – abhängig von den genauen experimentellen Bedingungen – um das 3,25–50-fache steigern. Im Vergleich dazu wird die atemdepressorische Potenz von Sufentanil durch Nimodipin in geringerem Ausmaß erhöht. Gleichzeitig wird die Toleranzentwicklung zurückgedrängt. Weitere Untersuchungen ergaben, dass die Toleranzentwicklung unter anderem auf einer Up-Regulation der Proteinkinasen GRK2, GRK3, GRK6 und beta-Arrestin 2 beruht, die durch Nimodipin verhindert wird. Verbunden mit der Toleranzentwicklung ist eine Down-Regulation der µ-Opioidrezeptoren mit einer Konzentrationsabnahme um 55–67 %, welche durch gleichzeitige Gabe von Nimodipin verhindert wird. Im Gegensatz zu Calciumantagonisten verstärkte der Calcium-Agonist Bay K 8644 die Entwicklung von Toleranz gegenüber der analgetischen Wirkung von Sufentanil.

## Unerwünschte Wirkungen
Wie alle Opioide kann auch Sufentanil die typischen Opioid-Nebenwirkungen erzeugen. Zu diesen zählen Atemdepression bis zur Apnoe, Euphorie, Obstipation sowie Übelkeit und Erbrechen.

## Rechtsstatus in Deutschland
Sufentanil ist in der Bundesrepublik Deutschland aufgrund seiner Aufführung in der Anlage 3 BtMG ein verkehrsfähiges und verschreibungsfähiges Betäubungsmittel. Der Umgang ohne Erlaubnis oder Verschreibung ist grundsätzlich strafbar. Weitere Informationen sind im Hauptartikel Betäubungsmittelrecht in Deutschland zu finden.

## Forschungsgeschichte
Sufentanil wurde 1976 erstmals von Paul Janssen veröffentlicht, der bereits das weit verbreitete Opioidderivat Fentanyl synthetisiert hatte. Der Wirkstoff ist seit Ende der 1980er Jahre ein gängiges Mittel in der operativen Anästhesie.

## Handelsnamen
Monopräparate
Sufenta (D, A, CH), diverse Generika (D, A, CH)